# Ballai István
Ballai István (Kispest, 1924. április 25. – Győr, 2015. május 13.) Aase-díjas magyar színész, a Győri Nemzeti Színház örökös tagja.

## Életpályája
Kispesten született, 1924. április 25-én. Színészi oklevelét az Országos Színészegyesület Színészképző Iskolájában szerezte 1947-ben. Egy évvel korábban, 1946-tól már a Művész Színházban szerepelt. 1947-től Horváth Gyula, majd Szentes László társulatához szerződött. A színházak államosítása idején 1949-től Győrben szerepelt. 1949 és 1951 között a győri színház az Állami Dunántúli Tájszínház központjaként működött, 1951-től vette fel Kisfaludy Sándor nevét.
1985-ig, nyugdíjba vonulásáig a győri Kisfaludy Színház művésze volt. Később nyugdíjasként is foglalkoztatták. 1992-től Győri Nemzeti Színház néven működik a társulat. Ballai István ennek a győri társulatnak lett elismert színművésze, miután a Győri Nemzeti Színház örökös tagja lett. Több alkalommal a szocialista kultúráért elismerésben részesült. 1995-ben Aase-díjat kapott.

## Fontosabb színházi szerepei
- Vörösmarty Mihály: Csongor és Tünde... Duzzog
- Molière: Tartuffe... Orgon
- William Shakespeare: A makrancos hölgy... Biondello
- William Shakespeare: Hamlet... Horatio
- William Shakespeare: Romeó és Júlia... Benvolio; Capulet nagybácsi
- William Shakespeare: Szentivánéji álom... Lysander; Demetrius
- William Shakespeare: Sok hűhó semmiért... Jegyző
- William Shakespeare: III. Richárd... Vaughan
- George Bernard Shaw: Warrenné mestersége... Frank
- Nyikolaj Vasziljevics Gogol: A revizor... Dobcsinszkij; Rasztakovszkij
- Barta Lajos: Szerelem... öreg Biki
- Victorien Sardou – Émile de Najac: Váljunk el!... Valentin
- Szigligeti Ede: Liliomfi... Gyuri pincér
- Kálmán Imre: Csárdáskirálynő... Bóni gróf
- Lehár Ferenc: A mosoly országa... Eunuch
- Lehár Ferenc: A víg özvegy... Prisics
- Lehár Ferenc: Luxemburg grófja... anyakönyvvezető, közjegyző
- Huszka Jenő: Mária főhadnagy... Zwikli Tóbiás
- Bíró Lajos: Sárga liliom... Steiner Adolf
- Friedrich Schiller: Stuart Mária... Burgoyn
- Friedrich Dürrenmatt Az öreg hölgy látogatása... Koby
- Németh László: Bodnárné... gazda
- William Somerset Maugham: Csodálatos vagy, Júlia!... portás a színházban
- Pjotr Iljics Csajkovszkij – Josef Klein: Diadalmas asszony... Sztyepanovics
- Csurka László: Az idő vasfoga... Angéla apja
- Jean-Paul Sartre: A legyek... Szegesztesz uzsorás
- Georg Büchner: Danton halála... I. polgár
- Csemer Géza – Szakcsi Lakatos Béla: Piros karaván... Puró
- John Patrick: Teaház az Augusztusi Holdhoz... Sumata apja
- Branislav Nušić: A miniszterné... Simon Popovics
- John Kesserling: Arzén és levendula... Mr. Gibbs
- Jacomo Henri Keroul – Albert Barré: Léni néni... Juan, komornyik
- Arthur Miller: A salemi boszorkányok... Francis Nurse
- Móricz Zsigmond – Kocsák Tibor – Miklós Tibor: Légy jó mindhalálig... Török bácsi
- Edmond Rostand: Cyrano de Bergerac... kapus
- Jókai Mór – Tolcsvay László – Böhm György – Korcsmáros György: A kőszívű ember fiai... generális
- Stendhal: Vörös és fekete... teremszolga
- Georges Feydeau: Bolha a fülbe... Baptistin
- Krúdy Gyula – Kapás Dezső: A vörös postakocsi... Bizay, gavallér
- Mikszáth Kálmán – Benedek András: A Noszty fiú esete Tóth Marival... Pincér Lajos
- Michael Stewart – Thornton Wilder: Hello, Dolly!... Borbély
- Molnár Ferenc: Liliom... Orvos; Öreg Rendőr
- Molnár Ferenc: A hattyú... Alfréd (inas)
- Borisz Leonyidovics Paszternak: Doktor Zsivágó... Polgár, Fegyveres, Partizán

## Díjak, elismerések
- Szocialista kultúráért (1964, 1975, 1978, 1984)
- Aase-díj (1995)

## Filmek, tv
- A tanítvány (1977)